# Квашняк, Андрей
А́ндрей Ква́шняк (словац. Andrej Kvašňák; 19 мая 1936, Кошице, Чехословакия — 18 апреля 2007, Прага, Чехия) — чехословацкий футболист, полузащитник.

## Карьера
Выступал за чешские и словацкие клубы «Еднота» Кошице (1950—1956), «Дукла» Тренчин, «Танкист» Прага и «Дукла» Пардубице (1956—1958), ВСС Кошице (1958—1959), «Спарта» Прага (1959—1969), бельгийский «Мехелен» (1969—1972), «Виктория» Жижков. В чемпионатах ЧССР провел 248 матчей, забил 83 гола. Чемпион ЧССР 1965, 1967, обладатель Кубка страны 1964. За сборную ЧССР в 1960—1970 провел 47 матчей, забил 13 голов. Вице-чемпион мира 1962, 3-й призёр Кубка Европы 1960, участник чемпионата мира 1970.